# Кульчицкий, Людвиг Станиславович
Людвиг Станиславович Кульчицкий (пол. Ludwik Kulczycki, 22 июля 1866 — 3 августа 1941) — польский революционер, социолог, публицист и политический деятель.

## Биография
Во время обучения в университете стал руководителем студенческой группы пропагандистов, которая в 1888 г. объединилась с не разгромленными организациями I Пролетариата с целью создания II Пролетариата. После того как Второй Пролетариат объединился с СДКПиЛ, в 1894 г. Кульчицкий стал членом Польской социалистической партии. Арестован и сослан в Сибирь, откуда в 1899 г. бежал во Львов. В 1900 г. в ходе раскола в ППС становится руководителем её львовской фракции — ППС—Пролетариат (III Пролетариат), особенно активной в 1904—1905 годах.
С поражением революции 1905—1907 гг. в Польше после 1910 г. отходит от социалистического движения. В 1910—1914 гг. — активист либеральной Польской прогрессивной партии в Галиции. Во время Первой мировой войны — член Верховного национального комитета. В 1917 г. начал работать в польской государственной службе, работая в департаменте внутренних дел и в министерстве труда и социальной защиты. В 1920 г. участвует в деятельности Национальной рабочей партии.

## Сочинения
- «Zarys socjologii» (1900).
- «Autonomia i federalizm w ustroju państw konstytucyjnych».
- «Historii ruchu socjalistycznego w zaborze rosyjskim» (1905).